# Lotofoa
Lotofoa è una città di Tonga di 410 abitanti. La città e il principale centro nel distretto di Foa.

## Popolazione
Secondo il censimento del 2021 la popolazione di Lotofoa ammontava a 410 abitanti.